# إقليم أولوموتس
إقليم أولوموتس (بالتشيكية: Olomoucký kraj)‏ هو أحد أقاليم جمهورية التشيك الأربعة عشر التي استحدثت حسب التقسيمات الإدارية الجديدة لجمهورية التشيك سنة 2000. يقع الإقليم في القسم الشرقي للبلاد، وفي الشمال الغربي بالنسبة لمنطقة مورافيا التاريخية.
عاصمة هذا الأقليم هي أولوموتس وبها تسمّى، ويحده من الشرق إقليم مورافيا-سيليزيا، ومن الجنوب الشرقي إقليم زلين، ومن الجنوب الغربي إقليم جنوب مورافيا، ومن الغرب إقليم باردوبيتسه. يتاخم الإقليم من الشمال الحدود البولندية.

## المقاطعات
يقسم الإقليم إلى 5 مقاطعات وهي:
- مقاطعة يسينيك Okres Jeseník
- مقاطعة أولوموتس Okres Olomouc
- مقاطعة بروستيوف Okres Prostějov
- مقاطعة برشيروف Okres Přerov
- مقاطعة شومبيرك Okres Šumperk

## توأمة
لإقليم أولوموتس اتفاقيات توأمة مع:
- مقاطعة ريدجو إميليا

## اقرأ أيضاً
- أقاليم جمهورية التشيك
- أولوموتس